# Martin (Tennessee)
Martin – miasto w Stanach Zjednoczonych, w stanie Tennessee, w hrabstwie Weakley.